# Baohe
Der Stadtbezirk Baohe (chinesisch 包河区, Pinyin Bāohé Qū) ist ein Stadtbezirk der bezirksfreien Stadt Hefei in der chinesischen Provinz Anhui. Er hat eine Fläche von 295,1 km² und zählt 970.000 Einwohner (Stand: Ende 2018). 

## Administrative Gliederung
Auf Gemeindeebene setzt sich der Stadtbezirk aus fünf Straßenvierteln und drei Großgemeinden zusammen. 